# MØ
卡伦·玛丽·奥高·厄斯泰兹·安诺生（丹麥語：Karen Marie Aagaard Ørsted Andersen，丹麥語發音：[ˈkɑːɑn mɑˈʁiˀə ˈɔːkɒˀ ˈɶɐ̯steð ˈɑnɐsn̩]，1988年8月13日—），艺名MØ（發音：[ˈmøˀ] ⓘ），丹麦创作型歌手，索尼音乐娱乐签约艺人。MØ被比作格兰姆斯和双影斗篷之流的电子流行乐艺人。MØ除了是她的中间名和姓的首字母缩写，在丹麦语中有“处女”的意思。她的首张录音室专辑《无神论》于2014年3月发行。
2014年，MØ与澳大利亚说唱歌手伊基·阿塞莉娅发布的单曲《求饶》于美国公告牌百强单曲榜上位列第27，成为MØ首支登上该榜的单曲。次年，MØ客串超级激光光和DJ Snake单曲《Lean On》，该曲在众多国际榜单上高居榜首，在澳大利亚位列第一，在英美分列第二和第四。

## 早年
MØ生于欧登塞附近的乌伯鲁德，在菲英岛的艾尔斯楚普（Ejlstrup）村长大。父亲弗兰斯·厄斯泰兹（Frans Ørsted）是心理学家，母亲梅特·厄斯泰兹（Mette Ørsted）是老师，哥哥卡斯帕（Kaspar）是医生。

## 生涯

### 2007-2012年：MOR时期
2007年，MØ与好友约瑟芬·施特鲁克曼·佩德森（Josefine Struckmann Pedersen）组建二人组MOR，并分别于2009年和2011年发行迷你专辑《尿你一脸》（Fisse I Dit Fjæs）和《疯狂时刻》（Vanvidstimer）。乐队于2012年9月7日解散。

### 2012-2015年：《无神论》与单飞时期
2012年，MØ创作无伴奏合唱流行歌曲，开始与制作人罗尼·温达尔合作。2013年1月14日，MØ发行个人首支单曲《玻璃》（Glass）。2013年3月15日，她发布《朝圣者》（Pilgrim）和B面《处女心》（Maiden）。《朝圣者》因在丹麦单曲排行榜名列第11，获丹麦广播电台DR广播三台新秀艺人头衔。2013年3月27日，她在丹麦P3 Guld大奖上首次电视表演。
2013年6月7日，她发布单曲《浪费时间》（Waste of Time）。2013年8月18日，据确认MØ与制作人、DJ艾维奇的经纪人艾许·普诺里（Ash Pournouri）共同创作歌曲《亲爱的》（Dear Boy），她负责主唱。歌曲后来在艾维奇个人首张专辑《真实》。2013年8月30日，她发行单曲《XXX 88》。MØ单飞后首张迷你专辑《比基尼诱惑》于2013年10月18日。2013年10月，她助阵AlunaGeorge英巡演英国站。单曲《不愿跳舞》（Don't Wanna Dance）于2014年1月16日以扎恩·洛的Hottest Record名义，在BBC广播一台首播。
2014年3月7日，MØ首张录音室专辑《无神论》发布。在评论聚合网站Metacritic上，专辑获得表示“普遍好评”的77分（满分100）。音乐博客Pretty Music Amazing称专辑“复杂而欣快”，而《卫报》则指出“她用好斗的热情弥补了原创性上的短缺”。之后，她开展了宣传专辑的欧洲和美国巡演之旅。
2014年6月2日，她于《吉米·坎摩尔直播秀》上首次亮相美国电视荧屏，表演了歌曲《不想跳舞》和《朝圣者》。《我行我素》（Walk This Way）作为《无神论》单曲于2014年6月16日发行。6月23日，MØ宣布于9月再度举办北美巡演。2014年11月，她在丹麦音乐奖上斩获四项年度大奖：专辑、独唱艺人、突破艺人和音乐录影带。
2014年，MØ客串澳大利亚说唱歌手伊基·阿塞莉娅单曲《求饶》，该曲作为阿塞莉娅再版专辑《再分类》。10月25日，两人在《周六夜现场》首次表演该曲。
MØ与超级激光光共同创作歌曲《全心爱你》，爱莉安娜·格兰德客串演唱。MØ主唱、与超级激光光和DJ Snake共同创作的歌曲《Lean On》于2015年3月发行。歌曲在丹麦、澳大利亚、法国、爱尔兰、荷兰和新西兰的榜单中位居榜首，同时在众多国家跻身前五，包括法国、德国、瑞典、英国和美国。

### 2015-2016年：未来专辑
2015年10月1日，据宣布MØ未来第二张录音室专辑首支单曲《神风特攻队》由Diplo制作，将于2015年10月15日发布。10月14日，单曲在BBC电台安妮·麦克（Annie Mac）主持时段内全球首播，次日录音室版本发行。该曲在丹麦、英国、澳大利亚和比利时的排行榜上位居榜首。2016年5月12日，专辑第二支单曲《终结之歌》发布，同样在安妮·麦克的节目中全球首播。她透露歌曲是与瑞典创作型歌手、音乐制作人诺尼·鲍和英国创作型歌手、唱片制作人，艺名为MNEK的乌左·埃门尼克（Uzo Emenike）共同创作。歌曲是她第一支在英国夺冠的单曲，于2016年7月1日以第78位的成绩首秀，并谨慎十多个国家的40强。2016年6月9日，MØ发行歌曲官方音乐录影带，不到一个月便获得600万次观看。
2016年7月22日，美国组合超级激光光发布单曲《冷漠似水》，加拿大歌手贾斯汀·比伯和MØ客串。这是MØ第四次与超级激光光合作。在美国，歌曲空降公告牌百强单曲榜第二位，成为MØ在美国第二首前十单曲和排名最高的单曲。MØ与两位均在百强榜排名第二的约恩·英曼（《阿帕切》）和卢卡斯·格雷厄姆（《七年》）共同成为榜单排名最高的丹麦艺人。在英国，歌曲空降英国单曲排行榜首位，成为MØ个人第一首、丹麦艺人第四首在英国夺冠的冠军。此外，继《七年》后，丹麦艺人首次在同年两夺冠军。

## 音乐风格
MØ的音乐被形容为“有胆量的电子音乐”。《新音乐快递》将她的作品比作蘇西蘇和珍妮·杰克逊的跨界。七岁时，MØ便对辣妹合唱团产生兴趣。十几岁时迷上朋克摇滚和反法西斯主义运动，听黑旗乐队、涅槃乐队、碎南瓜乐队、Yeah Yeah Yeahs，特别是音速青春，表示她把金·戈登奉为“大英雄和榜样”。

## 作品名录
录音室专辑
- 《无神论（英语：No Mythologies to Follow）》（2014）
- 《Forever Neverland》（2018）

迷你专辑
- 《比基尼诱惑（英语：Bikini Daze）》（2013）

## 奖项和提名

### Steppeulv年度奖
| 年份 | 奖项         | 作品                | 结果 | 参考   |
| ---- | ------------ | ------------------- | ---- | ------ |
| 2014 | 年度现场艺人 | MØ                  | 獲獎 | [ 42 ] |
| 2015 | 年度专辑     | 《无神论》          | 獲獎 | [ 43 ] |
| 2015 | 年度作曲     | MØ与罗尼·温达尔（Ronni Vindahl） | 獲獎 | [ 43 ] |

### 丹麦音乐奖
| 年份 | 奖项               | 作品              | 结果 | 参考   |
| ---- | ------------------ | ----------------- | ---- | ------ |
| 2014 | 丹麦新秀           | MØ                | 獲獎 | [ 44 ] |
| 2014 | 丹麦独唱艺人       | MØ                | 獲獎 | [ 44 ] |
| 2014 | 丹麦年度音乐录影带 | 《Walk This Way》 | 獲獎 | [ 44 ] |
| 2014 | 丹麦专辑           | 《无神论》        | 獲獎 | [ 44 ] |
| 2015 | 丹麦现场表演       | MØ                | 提名 | [ 45 ] |

### 欧洲突破边界奖
| 年份 | 奖项     | 作品 | 结果 | 参考   |
| ---- | -------- | ---- | ---- | ------ |
| 2015 | 新秀艺人 | MØ   | 獲獎 | [ 46 ] |

### GAFFA-Prisen奖
| 年份 | 奖项             | 作品                                | 结果 | 参考   |
| ---- | ---------------- | ----------------------------------- | ---- | ------ |
| 2013 | 最佳丹麦女艺人   | MØ                                  | 獲獎 | [ 47 ] |
| 2013 | 最佳年度丹麦艺人 | MØ                                  | 獲獎 | [ 47 ] |
| 2014 | 最佳丹麦专辑     | 《无神论》                          | 獲獎 | [ 48 ] |
| 2014 | 最佳丹麦女艺人   | MØ                                  | 獲獎 | [ 48 ] |
| 2014 | 最佳丹麦热门歌曲 | 《别跳舞》                          | 獲獎 | [ 48 ] |
| 2014 | 最佳丹麦流行专辑 | 《无神论》                          | 獲獎 | [ 48 ] |
| 2015 | 最佳国际热门单曲 | 《Lean On》（超级激光光和DJ Snake） | 獲獎 | [ 49 ] |

### MTV欧洲音乐大奖
| 年份 | 奖项     | 作品                                | 结果 | 参考   |
| ---- | -------- | ----------------------------------- | ---- | ------ |
| 2015 | 最佳歌曲 | 《Lean On》（超级激光光和DJ Snake） | 提名 | [ 50 ] |

### MTV音乐录影带大奖
| 年份 | 奖项     | 作品                                    | 结果 | 参考   |
| ---- | -------- | --------------------------------------- | ---- | ------ |
| 2016 | 夏日歌曲 | 《冷漠似水》（超级激光光和贾斯汀·比伯） | 待定 | [ 51 ] |

### 北欧音乐奖
| 年份 | 奖项       | 作品       | 结果 | 参考   |
| ---- | ---------- | ---------- | ---- | ------ |
| 2014 | 北欧音乐奖 | 《无神论》 | 提名 | [ 52 ] |

### 祖鲁奖
| 年份 | 奖项       | 作品 | 结果 | 参考   |
| ---- | ---------- | ---- | ---- | ------ |
| 2016 | 最佳女艺人 | MØ   | 獲獎 | [ 53 ] |